# Бучаев, Гамид Ахмедович
Гамид Ахмедович Бучаев  (22 апреля 1936, с. Нижнее Казанище, Буйнакский район, Дагестанская АССР, РСФСР, СССР) — советский и российский экономист, доктор экономических наук, ректор Дагестанского государственного университета народного хозяйства (1991 — 2008).

## Биография
Гамид Бучаев родился в 1936 году в селении Нижнее Казанище Буйнакского района. По национальности — кумык. Его отец в 1941 году добровольно ушёл на фронт с должности директора Нижнеказанищенской школы и погиб в 1943 году. Гамид после окончания Нижнеказанищенской школы поступил в Львовский экономический университет, который окончил в 1958 году. После окончания университета на протяжении 3 лет работал Первым заместителем Председателя Дагпотребсоюза, далее 3 года работал Первым заместителем Министра торговли Дагестана, Председателем Госснаба Дагестана (5 лет), Председателем Дагпотребсоюза (6 лет), в те годы Гамид Бучаев был единственным кандидатом наук из всех руководителей областных, республиканских потребсоюзов Центросоюза СССР. В 1969 году защитил кандидатскую работу. С 1970 по 1975 годы являлся депутатом Верховного Совета Дагестанской АССР и все годы являлся Председателем Планово-бюджетной комиссии Верховного Совета Дагестанской АССР. С 1974 по 1991 годы работал в Дагестанском государственном университете в различных должностях, среди которых: заведующий кафедры, декан экономического факультета, проректор. В 1985 году защитил докторскую диссертацию. В 1986 году ему присвоено звание профессора. В 1991 году по собственной инициативе  был создан Дагестанский государственный институт народного хозяйства, который он возглавил. В 1993 году был избран Президентом Национальной Академии наук Дагестана. С 1995 по 2000 годы Бучаев возглавлял Совет ректоров вузов Дагестана.

## Книги
- «Как делать бизнес» (1996 год, 370 стр.)
- «Основы бизнеса» (1999 год, 669 стр.)
- «Регионоведение» (2001 год, 590 стр.)
- «Потребностиведение» (1985 год, 300 стр.)
- «Национальная экономика — особенности управления» (2004 год, 555 стр.)
- «Тернистый путь кооперации» (2010 год, 872 стр.)
- «Формула успеха» (2010 год, 487 стр., издано в ФРГ)

## Награды и звания
- Заслуженный экономист Дагестанской АССР (1981);
- Орден «Знак Почёта»
- Медаль «За трудовую доблесть»
- За научные достижения Академия наук США избрала Бучаева Человеком тысячелетия и ему присуждена Золотая Медаль тысячелетия (1999);
- Международный Биографический центр (Кембридж, Великобритания) за научные достижения Бучаеву присудил «Орден Заслуг» (2000);
- Благодарственные письма от Президентов России Б. Н. Ельцина (1996) и В. В. Путина (2004), Спикера Госдумы РФ Б. В. Грызлова (2006);
- В Американском Биографическом институте Бучаев приобрел Орден Международных послов и титул Международного посла (2001);
- В Международном Биографическом центре (Кембридж, Великобритания) приобрел медаль «Один из миллиона» за вклад в развитие экономической науки и экономики (2001);
- Заслуженный экономист Российской Федерации (2002);
- Орден «Духовного Единства Народов Мира» (2005);
- Юбилейная медаль «60 лет Победы в Великой Отечественной войне 1941—1945 гг.» (2005);
- Почетное звание Лауреата Всероссийского проекта «Эффективное управление кадрами» с вручением Ордена «Отличник Всероссийского проекта «Эффективное управление кадрами» (2007);
- Народный Герой Дагестана (2007);
- Орден «Менеджер 2007» (2008);
- Титул «Лучшие люди России» (2008);
- Титул «Лучший ректор России» (2008);
- Орден «Почетный гражданин России» (2008);
- Медаль Макаренко (2008);
- Орден «За заслуги перед Республикой Дагестан» (2009);
- «Герой Труда» Новой России с вручением Золотой Звезды «Героя Труда» (2010);
- Академик международной академии Общественных наук (2010);
- Лидер в номинации «Лучшие люди России» (проект Минобразования и науки Российской Федерации);

## Личная жизнь
Мать звали Зайнаб. Сыновья: Ахмед и Яхья в различные годы работали ректорами ДГУНХ, дочь Зайнаб кандидат физико-математических наук, доцент. 